# Station Hochfelden
Station Hochfelden is een spoorwegstation in de Franse gemeente Hochfelden.